# Baia de Tarrafal
Baia de Tarrafal är en vik i Kap Verde.   Den ligger i kommunen Concelho do Tarrafal, i den södra delen av landet, 50 km nordväst om huvudstaden Praia.
Runt Baia de Tarrafal är det tätbefolkat, med 266 invånare per kvadratkilometer.